# روکو میلد
روکو میلد (انگلیسی: Rocco Milde؛ زادهٔ ۸ ژوئن ۱۹۶۹) بازیکن فوتبال اهل آلمان است.
از باشگاه‌هایی که در آن بازی کرده‌است می‌توان به باشگاه فوتبال دینامو درسدن، باشگاه فوتبال تسویکاو، باشگاه فوتبال هانوفر ۹۶، باشگاه فوتبال بوخوم، باشگاه فوتبال درسدنر، و باشگاه فوتبال هانزا روستوک اشاره کرد.
وی همچنین در تیم ملی فوتبال زیر ۲۱ سال آلمان شرقی بازی کرده‌است.